# Алексис Бледел
Кимберли Алексис Бледел (енгл. Kimberly Alexis Bledel; Хјустон, 16. септембар 1981) америчка је глумица и манекенка. Позната је по улози Рори Гилмор у серији Гилморове (2000—2007).

## Младост
Бледел је рођена у Хјустону у Тексасу. Њени родитељи су Мартин Бледел и Нанет (рођена Дозије), која је била стјуардеса. Алексис има млађег брата Ерика. Њен отац је рођен у Аргентини где је и одрастао. Њен деда са очеве стране, Енрике Ејнар Бледел Хус, рођен је у Буенос Аиресу у Аргентини, и имао је данско и немачко порекло; Енрике је био потпредседник латиноамеричког огранка Кока-коле као и Кока-кола Међу-америчке корпорације. Бака Алексис Бледел са очеве стране, Џин (рођена Кембел), била је из Њујорка, и имала је шкотске и енглеске претке. Бледелина мајка, Нанет, рођена је у Финиксу у Аризони, али се преселила у Гуадалахару у Мексику када је имала осам година; Нанет је одрастала тамо и у Мексико Ситију. На тему одрастања својих родитеља, Бледел је рекла: "то је једина култура коју моја мама познаје из живота, као и мој отац, и они су донели одлуку да васпитавају своју децу на онај начин на који су они сами били васпитавани". Бледел је одрасла у домаћинству у коме се говорио шпански језик, а енглески језик је научила тек када је пошла у школу; она себе сматра Латиноамериканком.
Бледел је похађала католичку Академију Свете Агније у Хјустону, као и баптистичке и лутеранске школе. Мајка ју је охрабривала да се опроба у позоришту заједнице како би превазишла своју стидљивост. Као дете, Бледел се појавила у локалним продукцијама као што су Наш град и Чаробњак из Оза. 

## Филмографија

### Филм
| Улоге Алексис Бледел |              |               |         |             |
| Година               | Српски назив | Изворни назив | Улога   | Напомена    |
| 1998.                | Рашмор       |               | ученица | непотписана |
| 2005.                | Град греха   |               | Беки    |             |

### Телевизија
| Улоге Алексис Бледел |                            |               |                         |              |
| Година               | Српски назив               | Изворни назив | Улога                   | Напомена     |
| 2000—2007.           | Гилморове                  |               | Рори Гилмор             | главна улога |
| 2009.                | Ургентни центар            |               | др Џулија Вајз          | 1 епизода    |
| 2016.                | Гилморове: Година у животу |               | Рори Гилмор             | главна улога |
| 2017—2021.           | Слушкињина прича           |               | Офгленова / Емили Малек | главна улога |